# Spoorlijn Schee - Silschede
De spoorlijn Schee - Silschede was een Duitse spoorlijn en was als spoorlijn 2714 onder beheer van DB Netze.

## Geschiedenis
Het traject werd door de Preußische Staatseisenbahnen geopend op 1 november 1889. In 1951 is het gedeelte tussen Hiddinghausen en Silschede gesloten, in 1992 ook het resterende gedeelte tussen Schee en Hiddinghausen. Thans is de lijn omgebouwd tot fietspad.

## Aansluitingen
In de volgende plaats was er een aansluiting op de volgende spoorlijn:
Schee
DB 2713, spoorlijn tussen Wuppertal-Wichlinghausen en Hattingen

## Galerij

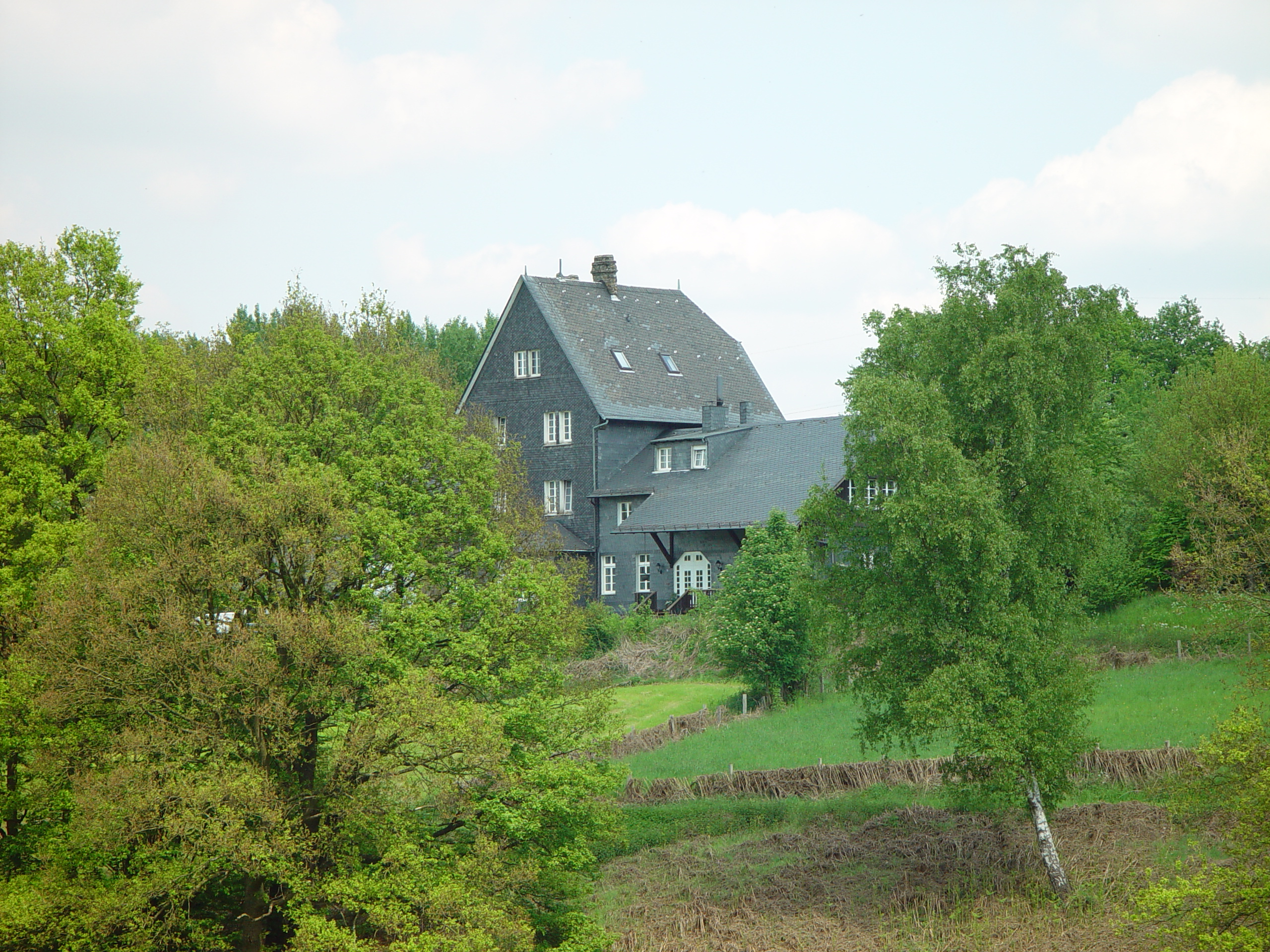
Voormalig station Schee
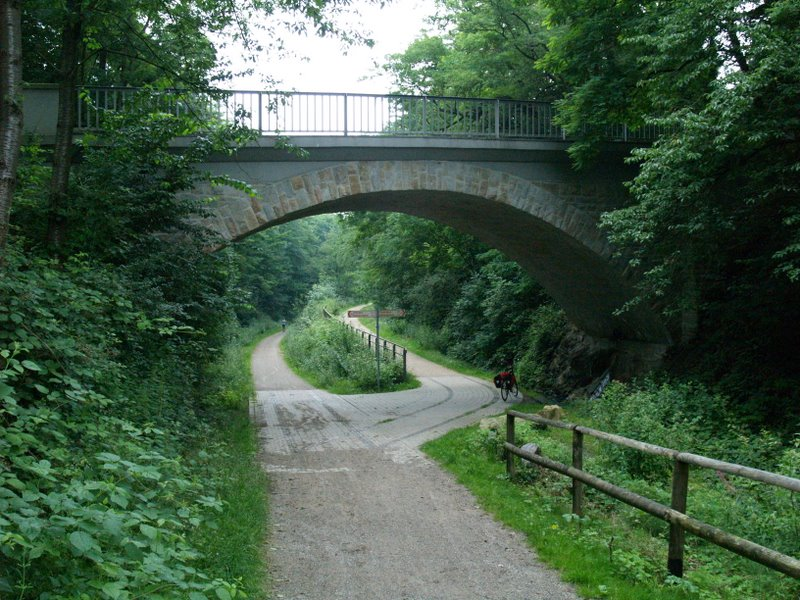
Begin van het fietspad ten noorden van station Schee
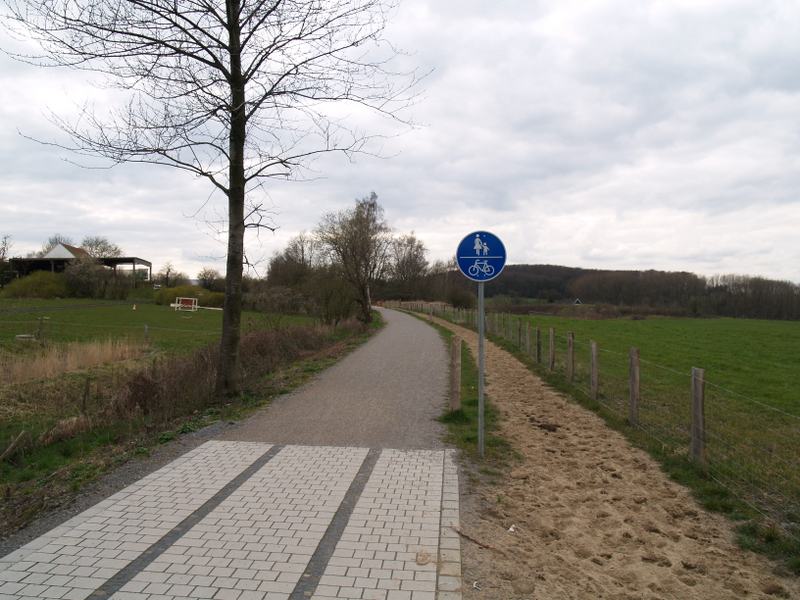
Fietspad in Hiddinghausen